# Comedy hip hop
El comedy hip hop o comedy rap (en español, hip hop cómico) es un subgénero de la música hip hop que contiene letras satíricas o algún valor otro cómico. Mientras que una gran cantidad del comedy hip hop podría considerarse como una parodia del género original, no es siempre el caso. Aunque algunos raperos como Eminem, Biz Markie y Ludacris suelen tener letras cómicas, no son generalmente considerados en este subgénero, pero Eminem tiene un estilo plasmado de humor negro e ironías, por lo general relacionado con famosos o familiares (ejemplos son My Name Is o Without Me). Afroman, un rapero de Palmdale, a menudo usa la marihuana y el sexo como un elemento cómico. Otros grupos de hip hop, como los Beastie Boys Gravediggaz y Insane Clown Posse aplica una gran cantidad de humor negro en su contenido, especialmente en sus primeros álbumes. The Lonely Island, conocidos por su trabajo en Saturday Night Live, han logrado el éxito con canciones como "Lazy Sunday", "I'm on a Boat", y otras canciones de su álbum Incredibad. En el último tiempo, han surgido bandas del género como 3OH!3, Libertad Gigoloz, Jamie Kennedy & Stu Stone, Asher Roth, y Gym Class Heroes. 
El nerdcore hip hop es un subgénero que se ocupa de la cultura geek, a menudo también incorporando temas cómicos.

## Comedy hip hop en el mundo hispano
En España, populares artistas como Hate, SFDK, El Chojin, Sons of Aguirre y Duo Kie están plagadas de humor. En el exitoso álbum Ser humano!! de Tiro de Gracia, el joven Zaturno ponía un toque humorístico, con su voz marcada por el rap soul. El chileno Lechero Mon mezcla en casi todos sus trabajos humor chileno con payas. El grupo La Excepción es una gran referencia del subgénero en España, conocidos por mezclar sus letras con humor y alegría conservando el mensaje y la esencia del hip hop. 
En República Dominicana raperos como Mozart La Para,Nfasis, Sensato Del Patio y Black Point son perfectos ejemplos de Comedy Hip Hop en la isla. Black Point en temas como Mi Mujer No Era Mala, Watagatapitusberry y Hooky Party muestra que tan cómico puede llegar a ser.